# Гуадалупе (река, впадает в Мексиканский залив)
Гуадалупе (англ. Guadalupe River) — река в США в штате Техас. Длина — 370 км. Площадь водосборного бассейна — 3256 км². Река течёт в юго-восточном направлении. На реке построено несколько дамб и водохранилищ. Впадает в Мексиканский залив. Средний расход воды около 31 м³/с.

## География

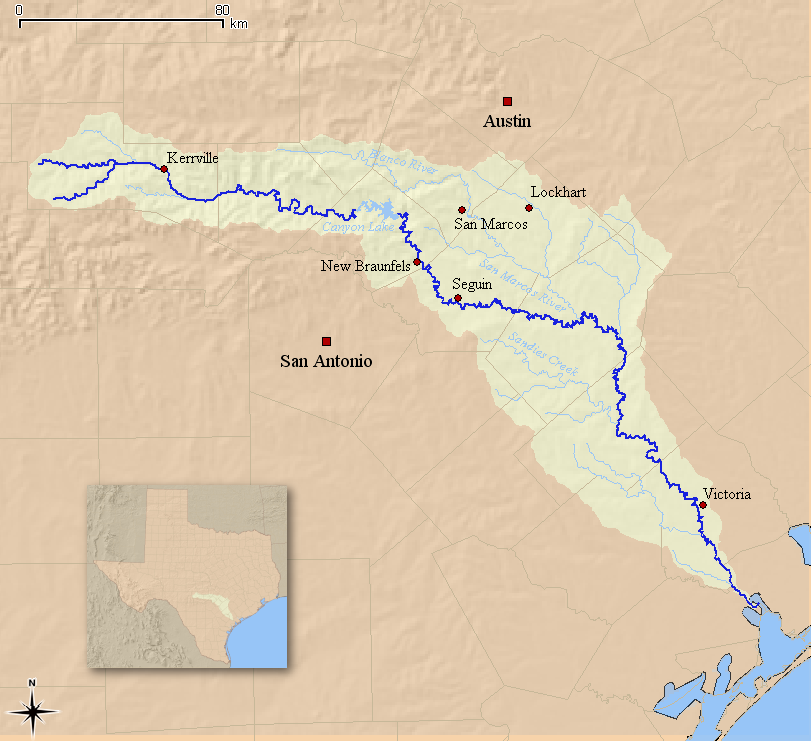

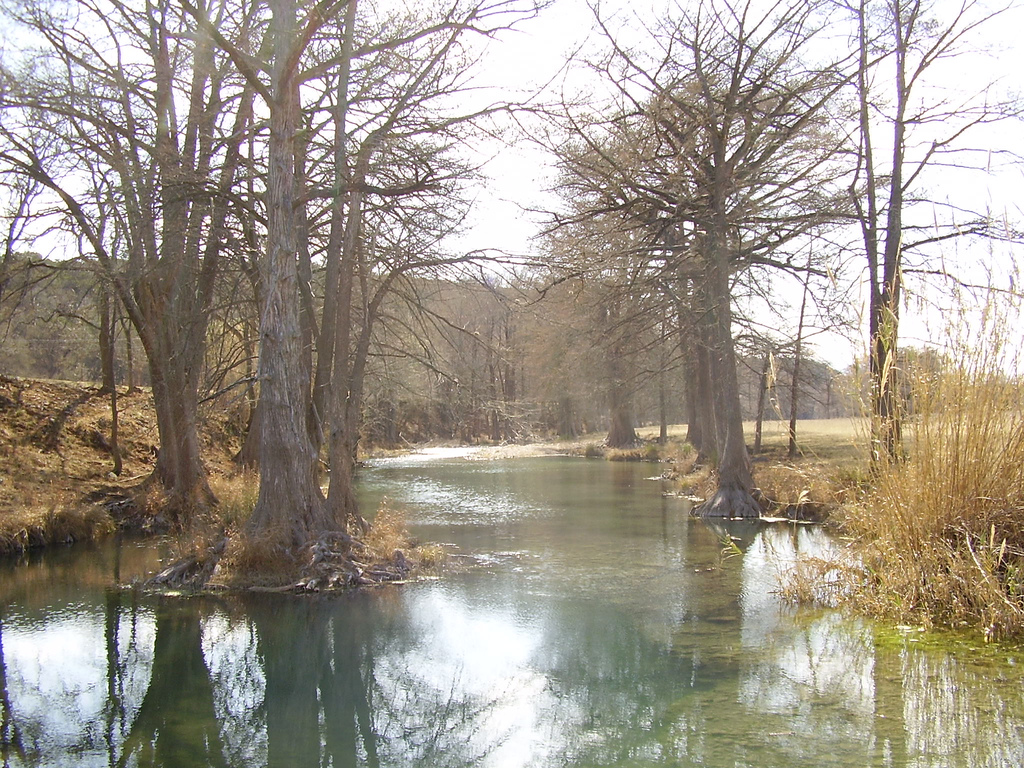
Река Гуадалупе в округе Керр, в Техасском холмогорье

Верховья реки, расположенные в Техасском холмогорье, это маленький и быстрый ручей с известняковыми берегами бегущий в тени пеканов и болотных кипарисов. Он образуется двумя рукавами — южным и северным, на высоте 529 м над уровнем моря. Весной и летом верховья Гуадалупе — излюбленное место отдыха для любителей сплавляться на надувных лодках и покрышках. К востоку от Берне, на границе округов Кендалл и Комал, река пересекает парк штата Гуадалупе-Ривер — одно из самых популярных места для сплава на всём протяжении.
Низовья реки начинаются на стоке озера Кэньон, в районе Нью-Браунфелса. Участок между дамбой Кэньон-Дэм и Нью-Браунфельсом считается самым сложным с точки зрения проходимости. И потому является притягательным для ценителей рафтинга, каноэ и каяков. Сила водного потока зависит от времени года и количества осадков. В Нью-Браунсфельде в реку вливается приток Комал, в двух милях к западу от Гонзалеса — Сан-Маркос. Участок после слияния с Сан-Маркосом известен своими ежегодными соревнованиями «Техасское водное сафари».
Невдалеке от Мексиканского залива в Гуадалупе впадает река Сан-Антонио. А непосредственно перед бухтой Сан-Антонио она образует дельту из двух рукавов — Северная Гуадалупе и Южная Гуадалупе.

## История
Первое имя реке дал в 1689 году испанский путешественник Алонсо де Леон, назвав её Нуэстра-Сеньора-де-Гуадалупе. Позднее её переименовал в Сан-Агустин — Доминго Теран де лос Риос, основавший здесь колонию, но в итоге название Гуадалупе сохранилось. Многие исследователи упоминали современную Гуадалупе как Сан-Ибон выше слияния с Комалем, в то время как Комаль называли Гуадалупе. Имеются доказательства, что люди селились в окрестностях реки на протяжении нескольких тысяч лет, включая племена каранкава, тонкава и гуако.
17 июля 1987 года в районе населённого пункта Комфорт внезапный ливневый поток смыл в реку автобус с 43 пассажирами, с расположенной рядом дороги. Десять людей утонули, остальные спаслись цепляясь за верхушки деревьев. 23 января 1990 года эта история была показана в телепрограмме «Rescue 911», а впоследствии претворилась в телефильм «Поток: Кто спасёт наших детей?»
С 4 по 5 июля 2025 года крупное наводнение повлекло смерти свыше 100 человек.

## Рыбалка
Река Гуадалупе входит в сотню лучших рек США по количеству форели. Помимо ловли нахлыстом радужной форели и кумжы, в нижних водах, от озера Кэньон, рыболовы могут поймать большеротых и малоротых окуней, гуадалупского окуня, белого окуня и риограндскую цихлиду.

## Течение реки
Состояние реки довольно переменчиво. Уровень воды регулируется дамбой, установленной на озере Кэньон, и контролируется инженерным корпусом армии США. Для обеспечения всеобщей безопасности он хорошо оснащён и весьма управляем. И всё же Гуадалупе склонна к серьёзным наводнениям. Во время дождливых сезонов вода превышает нормальный уровень и река выходит из берегов.